# Герб Казахской ССР
Герб Казахской ССР (каз. ҚазКСР елтаңбасы) — государственный символ Казахской ССР. Герб базируется на государственном гербе СССР. Принят с Конституцией Казахской ССР 26 марта 1937 года на Чрезвычайном Х Всеказахском съезде Советов.

## Описание
Из статьи 121 Конституции 1936 г.:
Государственный герб Казахской Советской Социалистической Республики состоит из изображения золотых серпа и молота, помещённых крест-накрест, рукоятками книзу, на красном фоне в лучах солнца и в обрамлении колосьев, с надписью на казахском и русском языках: «Пролетарии всех стран, соединяйтесь!». Наверху герба имеется пятиконечная звезда, а в нижней его части — надпись «Казахская С. С. Р.» на казахском и русском языках.

## История герба
После принятия Конституции был объявлен конкурс лучшее графическое изображение по описанию.
16 мая 1937 года был выбран победитель — Загрутдин Сагадеевич Назыров. На гербе располагались аббревиатуры QSSR и КССР на ленте.
У казахов сияет свой герб —
В солнце слитые молот и серп.Джамбул Джабаев
28 января 1939 года Президиум Верховного Совета Казахской ССР своим Указом внёс изменения в герб. Были изменены все надписи на казахском языке в латинизированном алфавите на надписи в алфавите на основе русской азбуки (смотрите Казахский алфавит), на главной ленте аббревиатуру QSSR сменила ҚССР (буква C часто изображалась похожей на латинскую букву G). Одновременно молот стал изображаться наложенным на серп.
В 1978 году было принято новое Положение о Государственном гербе Казахской ССР, в соответствии с которым серп стал вновь изображаться наложенным на молот, была уменьшена интенсивность красного фона, уменьшено количество лучей солнца.

## Герб в филателии

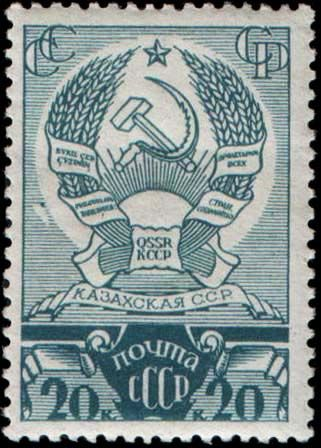
Почтовая марка СССР, 1938 год